# Cantón de Bédarieux
El cantón de Bédarieux era una división administrativa francesa, que estaba situada en el departamento de Hérault y la región de Languedoc-Rosellón.

## Composición
El cantón estaba formado por nueve comunas:
- Bédarieux
- Camplong
- Carlencas-et-Levas
- Faugères
- Graissessac
- La Tour-sur-Orb
- Le Pradal
- Pézènes-les-Mines
- Saint-Étienne-Estréchoux

## Supresión del cantón de Bédarieux
En aplicación del Decreto n.º 2014-258 de 26 de febrero de 2014, el cantón de Bédarieux fue suprimido el 22 de marzo de 2015 y sus 9 comunas pasaron a formar parte; ocho del nuevo cantón de Clermont-l'Hérault y una del nuevo cantón de Cazouls-lès-Béziers.